# 野良猫

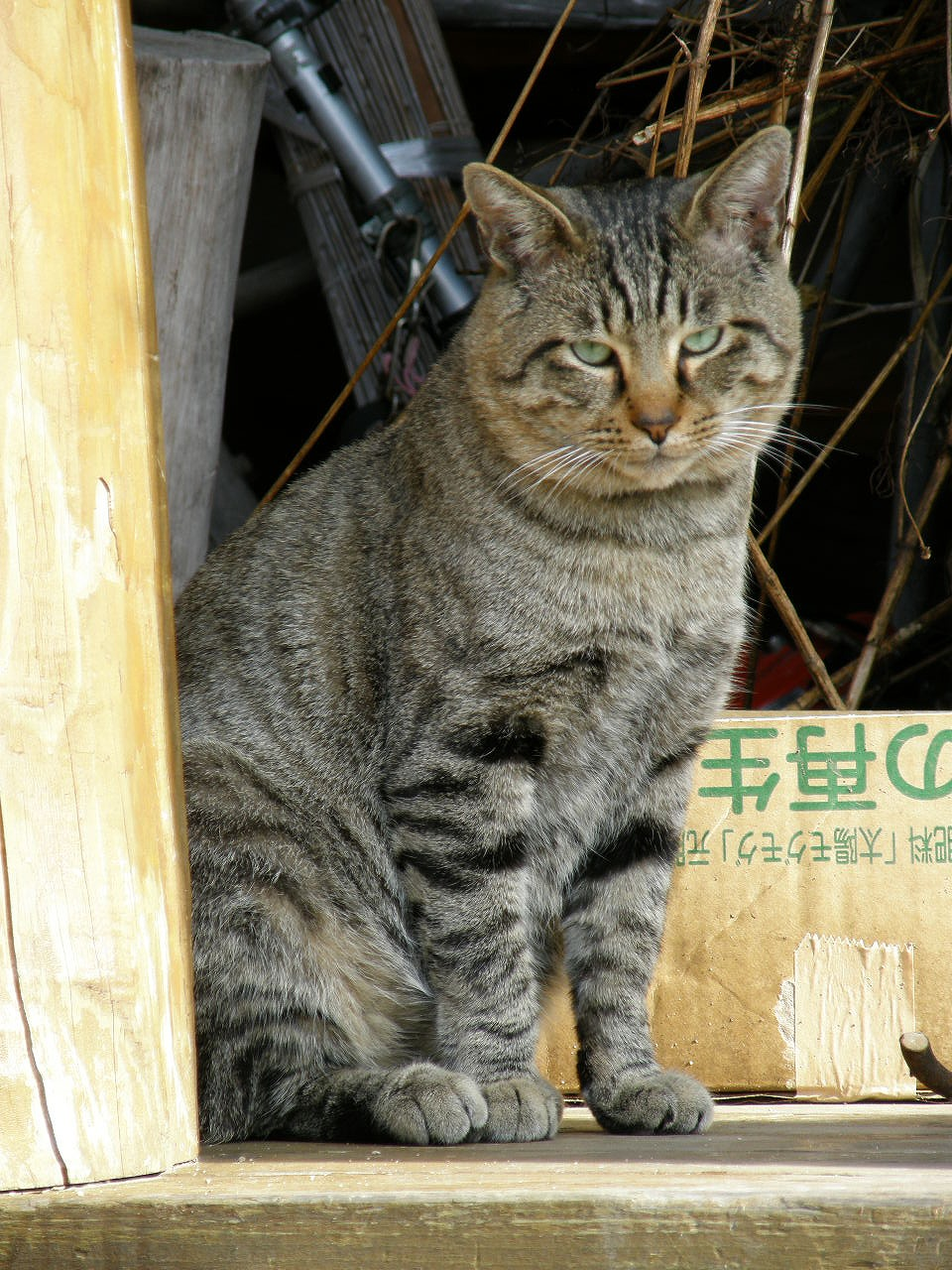
民家に出入りする野良猫。

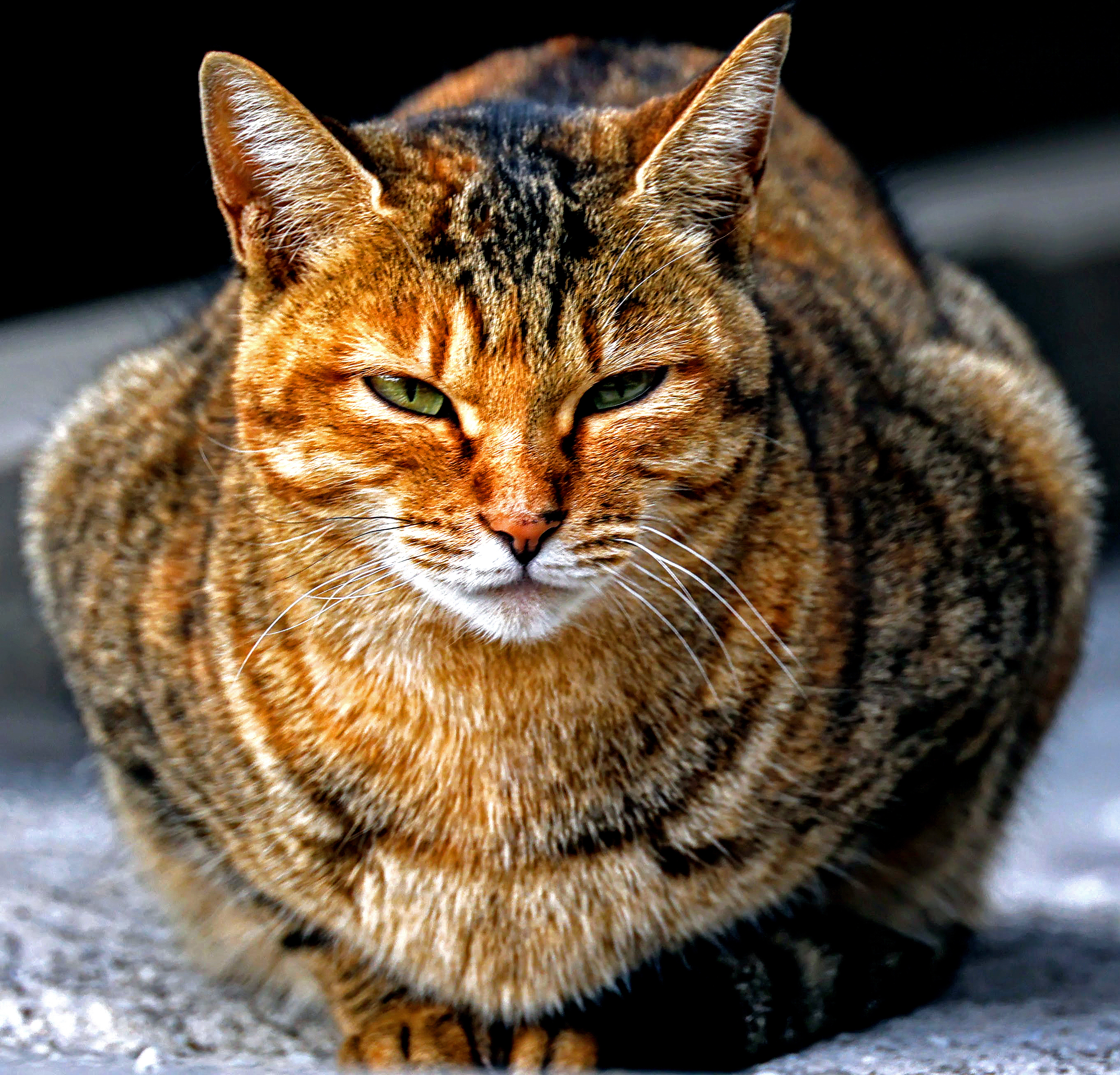
神社に住み着いていた野良猫

野良猫（のらねこ）とは、人間の生活圏に生活するネコのうち、特定の飼い主が存在しない無主物で、屋外で生活する個体の総称である。野良猫の多くは間接的に人間生活に依存している。単に「野良（ノラ）」と、あるいは「どら猫」と呼ばれることもある。
屋外で生活していても地域住民の管理下にあるとされる野良猫は地域猫と呼ばれる場合があるが、概念を表現した呼称であり地域猫も野良猫である。
野良猫は無主物であり野生動物であるが、鳥獣保護法においてのみ、野良猫のうち「山野に自生いたしまして、野山におる」ものをノネコと呼称しこれは狩猟鳥獣として区別されている。
飼養動物である飼い猫、野生動物である野良猫（ノネコ含む）すべて動物愛護法第四十四条の一　で愛護動物に指定されている。

## 概要
世界的にみると野良猫が多い地域と少ない地域に分けられる。野良猫が少ない地域は極地や砂漠など猫が生存できない環境のほか、イギリスやドイツなど野良猫の飼猫化が図られた地域などである。
地中海沿岸の国々やアジアのほとんどの国々には野良猫がいる。地中海沿岸で野良猫がみられる代表的な国々にはイタリア、クロアチア、ギリシア、エジプトなどがある。
日本ではネコが渡来した時期は不明だが、古代からネズミ除けとして農家などで飼われていた。また、珍しいネコが愛玩用として中国から輸入されることもあった。後者の場合は現代のイヌのように繋いで飼われるのが一般的であった。しかし1602年（慶長7年）、法令によってネコを繋いで飼育する行為を禁止した。これ以後、それまではごく限られた富裕層によって、ペットとして飼われていたネコが、自由に出歩くようになった。その過程で、ネコの交雑・繁殖が進んだと思われる。
一方、イギリスやドイツでは20世紀半ばに、動物愛護のため飼主のいない猫をなくすべきとして野良猫の飼猫化が進められ、野良猫はあまりみられなくなった。

## 野良猫にまつわる問題
屋外で生活するネコは、屋外に縄張りを持ち、縄張りを自由に行き来する。そのため、特に都市住宅地域では、野良猫がトラブルの原因となることがある。

### 繁殖力にまつわる問題
ネコの繁殖効率はとても高く、計算上は1頭のネコが1年間で20頭以上に増えることがあるとされるが　実際にその事実確認となる記録、データは見られない。
野良猫の個体数が極端に増加した場合、近親交配や餌不足等に起因する劣悪な環境が生まれることがある。例えば愛媛県の青島では、猫島として猫の楽園と呼ばれることもあるが、その実態はそうでもない。目に異常がある等の遺伝上の問題を抱えた子猫が発生している。さらに、過密な繁殖事情により生まれたばかりの子猫が、オスに噛み殺されるとといった状況も確認されている。

### 給餌にまつわる問題

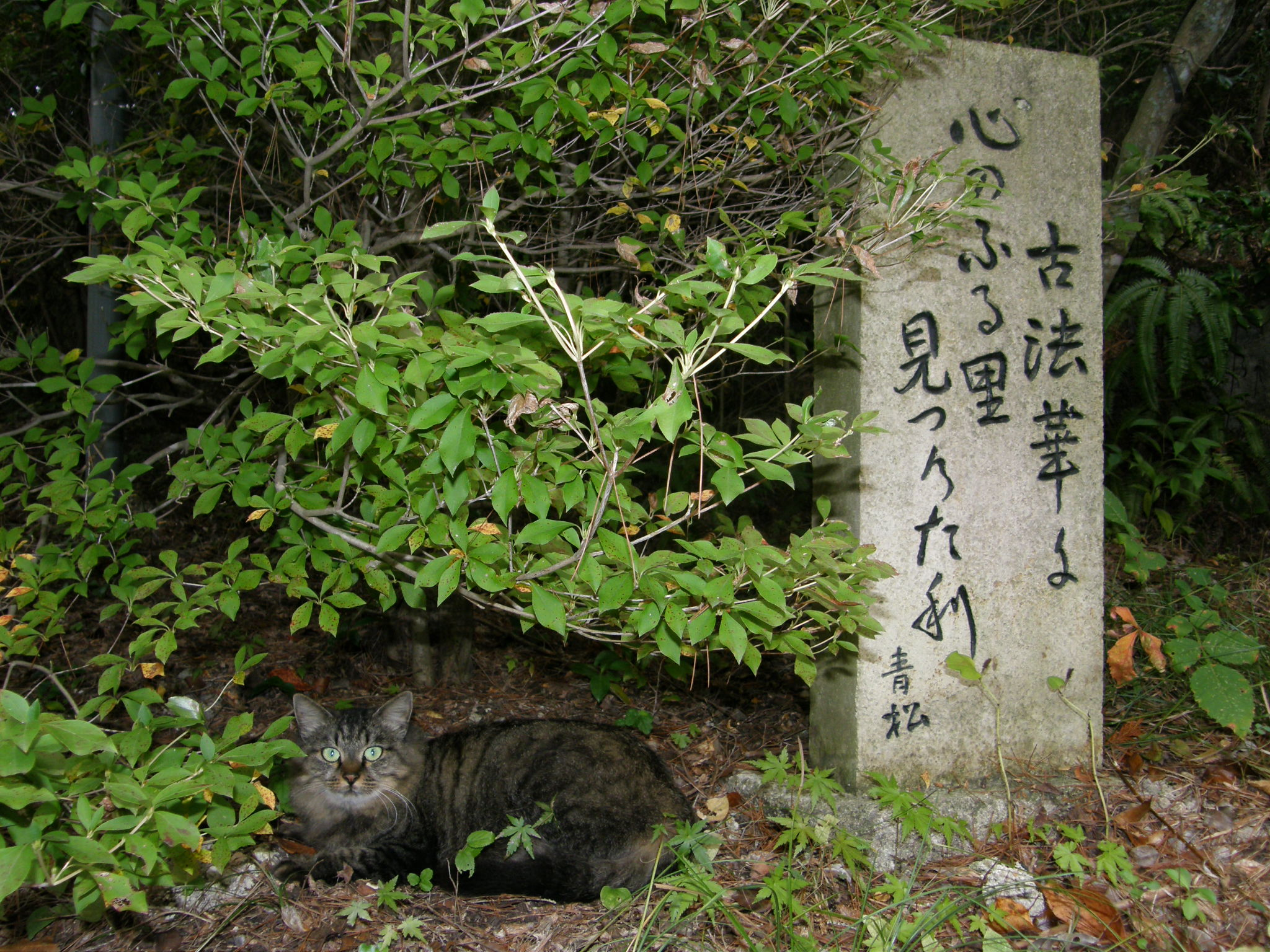
公園に棲み付いた野良猫（古法華自然公園）

野良猫を愛玩する人の中には、自己の私有地ではない公園や集合住宅の敷地内、路上、公共の場所などで給餌を行う人も存在する。
しかし給餌は繁殖の手助けする恐れがあり、そのため個体密度の増加を懸念し、みだりに給餌を行わないように地方自治体が呼びかけるケースがある。例えば東京都の荒川区では、給餌を規制する条例が2008年12月に制定されており、自分が所有も占有もしない動物に給餌を行い、鳴き声や糞尿等で周辺住民に迷惑を掛けることを禁止している。区民等の申し立てを受け、条例違反の疑いがあると認められる場合は、区が立ち入り調査をする。区の立ち入り調査を拒否すれば10万円以下の罰金、給餌の中止命令に違反すれば5万円以下の罰金が科せられる。

### 感染症にまつわる問題
狂犬病ウイルスはヒトを含む全ての哺乳類に感染し、ネコも狂犬病を媒介する。モロッコでは、渡航者がネコにかまれ、狂犬病に感染し死亡した事例が発生している。
2017年に日本では、弱った野良猫を保護しようとした女性がマダニが媒介する感染症に冒された猫に噛まれ、10日後に死亡した。これは、ダニ媒介の重症熱性血小板減少症候群（SFTS）で、哺乳類を介して人が死亡した世界で初めての事例の可能性があったため、厚生労働省は都道府県や医師会などに、体調不良の動物等との接触に注意を喚起する通達を出したが、咬まれたことが感染原因とは確定されていない。
猫には砂地を好んで排便する習性、ならびに排便後に糞に砂をかけるなどして地中に埋める習性があるため、児童公園の砂場で排便し、糞を埋めることがある。このため、砂場を利用する児童が大腸菌等による感染リスクに晒されるため、野良猫は衛生害獣となりうる。予防策としては使用時以外は砂場に某獣ネットを被せることが挙げられ、個人宅等に設置された砂場では一定の効果が期待できる。しかし、児童公園の砂場は不特定多数が利用する都合上、そもそも公共のマナーを守る意思のない保護者、野良猫の習性を知らずネットを被せる必要性を理解できない保護者、子供の監督を怠りネットの適切な利用が困難な年齢の児童に一人で砂場を利用させる保護者、語学力に問題があり立て札などのマナー啓発の注意書きの文面を読解できない保護者などが一定数存在するため、維持コストのかかる某獣ネットを設置しても適切に利用されない場合が確実に発生し、効果には限界があるのが実情である。

### 引取りにまつわる問題
動物愛護管理法は、所有者不明の犬猫について、拾得者等からの引取りの義務を自治体に課している。2013年の同法の改正により引き取り拒否の附帯決議が付された。附帯決議には、所有者不明の犬猫について引取りを拒否できる規定はなく、法的効力なかったが、政治的効果があり、「尊重することが求められ、無視はできない」・「将来の立法によるその法律の改善の表明」であることからか、多くの自治体が野良猫の引取りを拒否する運用をした。同法の2019年の法改正で、自治体が所有者不明の犬猫の引取りを拒否できる場合が規定された。

### 動物虐待の被害
人間からの動物虐待で狙われやすいのが、加害者の飼っているペットと並んで、これら野良猫である。
野良猫は、人間社会に溶け込んでいるため、他の動物に比べて、人間に対する警戒心が薄い。なかには餌をもった人間に無条件になつく個体も少なくない。虐待する目的をもった者が、餌を使い野良猫をおびき寄せて捕まえるケースもある。
また、これらの事件では、しばしば有害玩具が用いられているが、これらを購入した者が、実際に使ってみる実験台として、比較的捕えやすい野良猫を選んでいる。なお、これら有害玩具の販売に関する規制案も出されており、業界団体が自己規制を強めるなどの方策も採られているが、決定打とはなっていない。
これらは動物愛護管理法第四十四条によって、「愛護動物をみだりに殺し、又は傷つけた者は、五年以下の懲役又は五百万円以下の罰金に処する」と定められている。逮捕者も多数出ている。それでもなお野良猫を虐待するものは後を絶たず、虐待した野良猫の死骸をわざわざ目につく場所に放置したり、瀕死の傷を負わせて放置する事件も起きている。
過去の連続殺人事件等においても、その予兆として動物虐待行為が起きている事例があるため、警察側が警戒を強めている。2002年にはインターネット上で猫を虐待死させた様子を中継した福岡猫虐待事件も起きている。

### 生態系への影響
2009年のアメリカでは、人間の活動により死亡した鳥のうち、ネコによる捕食（1億1000万羽）が最も多かった。
また、オーストラリアでは年間30億匹以上の在来の鳥類、爬虫類、哺乳類がネコに捕食されていることが明らかになっている。同国における哺乳類34種の絶滅と、絶滅危惧種123種の個体数の減少の大きな原因はネコである。

## 野良猫との関係

### 各国の野良猫

#### 日本
野良猫の生息数について、東京都による平成29年度の調査では、東京都内に約10万頭と推定されており、また同調査では、回答者全体の63.5%が、今までネコに対して迷惑に感じたことがあると回答している。

#### ドイツ
ドイツでは民間団体が運営する動物保護施設ティアハイム（Tierheim）が国内に500か所以上あるが、ドイツ動物保護連盟はティアハイムの運営指針で基本的に殺処分してはならないと定めているが、治る見込みのない病気やけがで苦しんでいる動物については動物福祉の観点から獣医師による安楽死が行われている。
一方、ドイツ連邦狩猟法は、州の細則に基づき、狩猟者は狩猟動物を野生の犬及び猫から保護するための野犬・猫の駆除を認めている。ドイツ連邦狩猟法では人間が居住する家屋から州ごとに定められた一定距離以上離れた場所にいる猫は駆除の対象とされる。
ドイツ動物保護連盟は連邦狩猟法の改正を主張している。

#### アメリカ合衆国
アメリカ合衆国では保護団体が10月16日を「野良猫の日」に定めている。

### 野良猫との共存

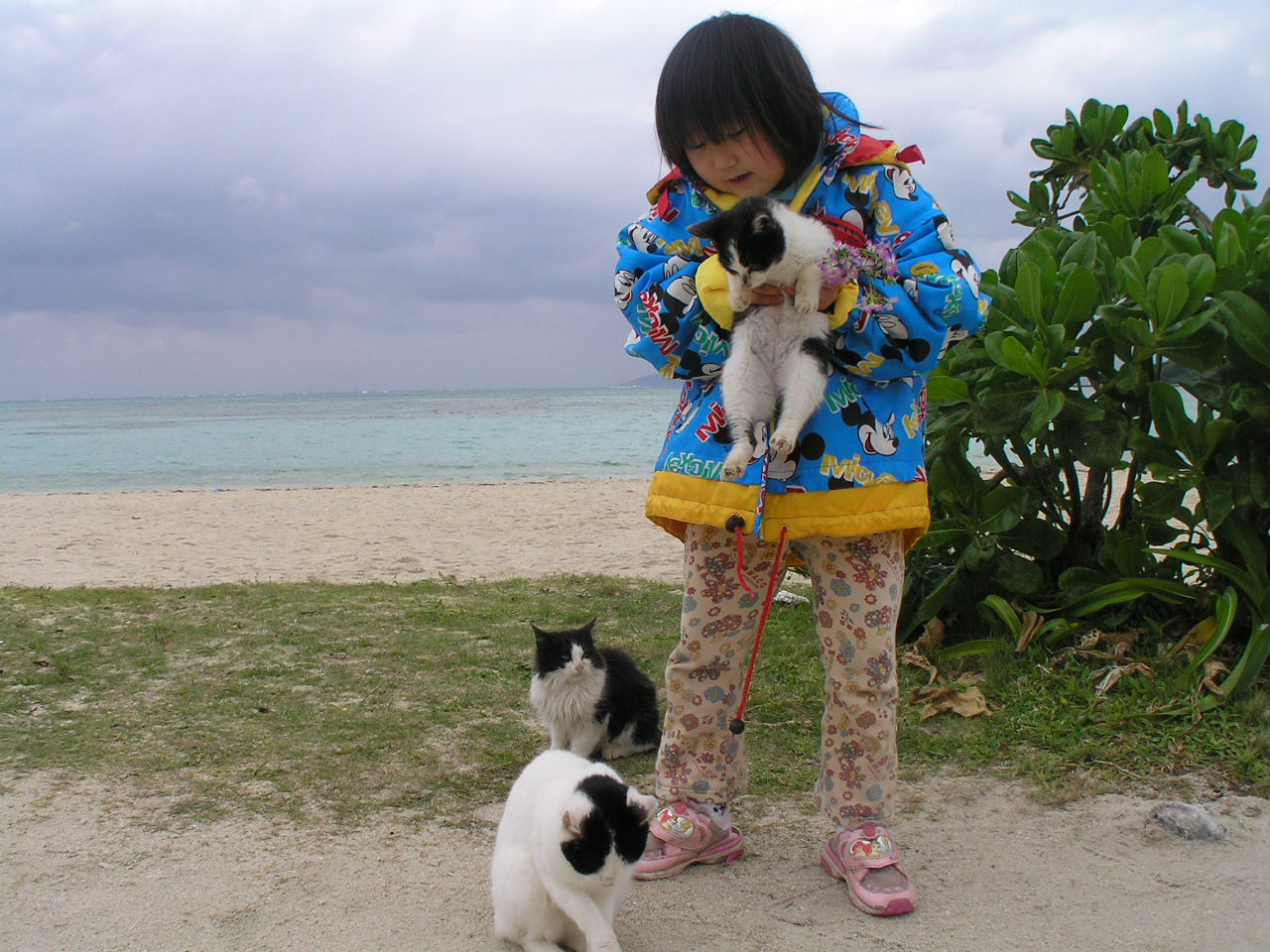
地元ボランティアによる去勢・避妊手術や避難小屋設置など手厚い保護を受け、観光客にも人気の的になっている竹富島コンドイビーチの「さくら猫」

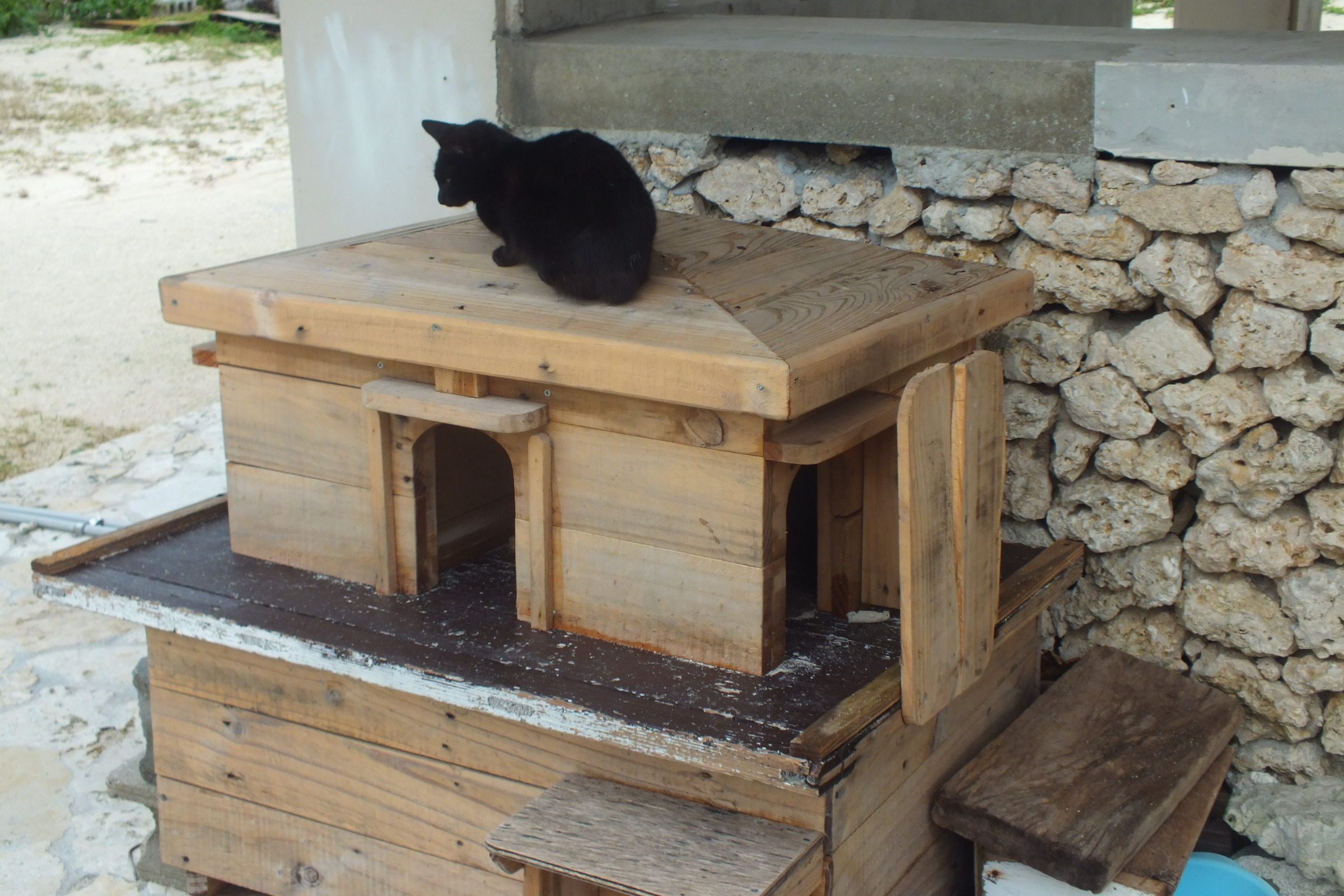
ボランティアによって設置された猫小屋

野良猫と共存する試みとして、地域猫活動と呼ばれる制度が派生している（詳細は地域猫を参照）。地域猫活動では、明確な管理者を設け、地域全体で一定量の野良猫を管理する。これを捕獲（トラップ）、避妊手術（ニューター）、元の場所に戻す（リターン）活動、略してTNRと呼ばれる。こうした活動を行う公益財団法人として、日本では内閣総理大臣より公益財団法人承認された「公益財団法人どうぶつ基金」などの団体がある。一方、抱きかかえるなど動物の抵抗がない状態であれば拾得であり問題はないが、捕獲器を使用した野良猫のトラップは捕獲という行為となり「狩猟鳥獣以外の鳥獣の捕獲等又は鳥類の卵の採取等をした者」となり「一年以下の懲役又は百万円以下の罰金に処する」犯罪行為となる。また中には猟具である捕獲器を無免許、無登録で使用している者もおり、またニューターは手術時に胎児が居た場合そのまま廃棄されその数が行政による殺処分数を大きく上回っているとの見方もあり不幸なネコを生み出しているそのものとして問題とされている。
日本国内の例では、沖縄県八重山諸島の竹富島コンドイビーチでは、ボランティアにより野良猫が去勢・避妊手術を受け、耳に桜の花びら状に切り込みを入れられ「さくら猫」として食事を与えられた上、竹富島に移住したアメリカ人により風雨を防ぐための猫小屋まで作られ、数多くの野良猫が平穏に暮らしており、猫好きの観光スポットになっている。

#### 避妊去勢手術
野良猫の異常繁殖や、野良猫により発生する様々な問題において、より積極的とされる方策には、避妊去勢手術の実施がある。餌を与える行為を通じてネコを慣らしていって、ケージや洗濯ネットに収容し、動物病院に持ち込み、手術を依頼する。このような野良猫の避妊去勢手術の趣旨を理解し、低料金で応じてくれる動物病院も存在する。

三味線製造業者が野良猫の捕獲を行うことは現在はほとんどありえず、イメージは都市伝説の域を出ていない。狩猟業者がノネコではなくノラネコを捕獲するために箱罠を仕掛ける俗に「猫取り」と呼ばれる猫捕獲専門業者の存在が噂されるなど三味線製造業者に対する偏見も加わっている。そもそも三味線の素材は交尾していない雌猫が最上級の素材ではあり、野良猫は交尾やケンカによる損傷もあるため毛皮の質が悪い。津軽三味線では明治初期から犬の皮が使用されており、通常の三味線も稽古用は犬皮や合成皮革などの別素材が使われている。

#### 保護と譲渡
動物愛護に熱心な団体が野良猫を保護し、責任をもって飼育できる人にネコを譲渡する試みがある。その際は、各種予防注射やノミなど外部・内部寄生虫の駆除を行うなどの健康管理が行われる。このような団体では、多くの場合、ネコに一通りのしつけを行い、団体によってはワクチン・避妊去勢手術を施してから引き渡している。